# Illán de Vacas
Illán de Vacas – gmina w Hiszpanii, w prowincji Toledo, w Kastylii-La Mancha, o powierzchni 9,15 km². W 2011 roku gmina liczyła 2 mieszkańców.